# کریستوف مارتین ویلاند
کریستوف مارتین ویلاند (به آلمانی: Christoph Martin Wieland) شاعر و نویسنده آلمانی بود. او بیشتر به خاطر نوشتن اولین رمان تربیتی (تاریخ آگاتون)، و همچنین حماسه اوبرون، که مبنای اپرای با همین نام اثر کارل ماریا فون وبر بود، شناخته می‌شود. تفکر او نماینده جهان‌وطنی عصر روشنگری آلمان بود، که در این جمله او نمود پیدا می‌کند: «فقط یک جهان‌وطن واقعی می‌تواند یک شهروند خوب باشد.»

## شرح حال
کریستوف مارتین ویلاند در اوبرهولتزهایم (که اکنون بخشی از اکستتن است) متولد شد. نیمی از این شهر در آن زمان به شهر آزاد امپراتوری بیبراخ آن در ریس و نیمه دیگر به صومعه گوتنتزل در جنوب شرقی ایالت بادن-وورتمبرگ امروزی تعلق داشت.
پدرش که کشیش در اوبرهولتزهایم و سپس در بیبراخ بود، در تربیت پسرش بسیار کوشا بود. او از دبستان بیبراخ در سن دوازده سالگی به مدرسه گیمنازیوم کلوستر برگه در نزدیکی ماگدبورگ رفت. او کودکی نابغه بود و زمانی که در سال ۱۷۴۹ از مدرسه فارغ‌التحصیل شد، به‌طور گسترده‌ای در ادبیات لاتین و نویسندگان برجسته فرانسوی معاصر مطالعه کرده بود. در میان شاعران آلمانی، او بارتولد هاینریش بروکس و فریدریش گوتلیب کلپشتوک را بیشتر دوست داشت.

## آثار
- آبرون (اوبرون) (۱۷۸۰)
- آگاثون
- موزاریون
- مردم آبدرا
- گرون شریف
- جناب مایستر و آئینه طلایی
- ایدریس